# Culmea Cucuieți
Culmea Cucuieți este o arie protejată (sit de importanță comunitară — SCI) din România, desemnată în scopul protejării biodiversității și menținerii într-o stare de conservare favorabilă a florei spontane și faunei sălbatice, precum și a habitatelor naturale de interes comunitar aflate în arealul zonei de protecție. Aceasta este întinsă pe o suprafață de 6.499,2 ha, integral pe uscat.

## Localizare
Centrul sitului Culmea Cucuieți este situat la coordonatele 46°34′07″N 27°02′54″E / 46.568633°N 27.048456°E. Situl se întinde pe teritoriile administrative ale comunelor: Bohoci, Gioseni, Horgești, Parincea, Secuieni, Tamași, Traian și Ungureni din județul Bacău.

## Înființare
Situl Culmea Cucuieți a fost declarat sit de importanță comunitară (ROSCI0351) în ianuarie 2016 pentru a proteja 4 specii de animale.

## Biodiversitate
Situată în ecoregiunea continentală, aria protejată conține 5 habitate naturale: Păduri de fag Asperulo-Fagetum, Păduri de stejar și carpen Galio-Carpinetum, Păduri aluvionare cu Alnus glutinosa și Fraxinus excelsior (Alno-Padion, Alnion incanae, Salicion albae), Păduri mixte riverane de Quercus robur, Ulmus laevis și Ulmus minor, Fraxinus excelsior sau Fraxinus angustifolia, de-a lungul marilor râuri (Ulmenion minoris), Păduri de stejar și de carpen dacice.
La baza desemnării sitului se află mai multe specii protejate:
- amfibieni (3): buhai de baltă cu burta roșie (Bombina bombina), izvoraș-cu-burta-galbenă (Bombina variegata), triton cu creastă (Triturus cristatus)
- nevertebrate (1): croitor cenușiu (Morimus asper funereus)